# Lemurowe
Lemurowe (Strepsirrhini) – podrząd ssaków z rzędu naczelnych (Primates) obejmujący gatunki o cechach najbardziej prymitywnych wśród naczelnych, w języku polskim określanych jako niższe naczelne. Wspólną cechą wyróżniającą tę grupę zwierząt jest spiczasty pysk zakończony wilgotnym nosem połączonym z górną wargą. Poza palczakami wszystkie małpiatki zaliczane do Strepsirrhini mają zęby ułożone w grzebień zębowy złożony z dolnych siekaczy i kłów oraz – wykorzystywany do czyszczenia sierści – długi pazur na drugim palcu stopy. W oku większości gatunków występuje błona odblaskowa (tapetum lucidum), nie występuje natomiast charakterystyczny dla wyższych naczelnych (Haplorrhini) dołek środkowy siatkówki oka (fovea centralis).

## Systematyka

### Etymologia
Strepsirrhini: gr. στρεψις strepsis ‘obracanie się dookoła’, od στρεφω strephō ‘obrócić dookoła’; ῥις rhis, ῥινος rhinos ‘nos, pysk’.

### Podział systematyczny
Strepsirrhini tworzą takson monofiletyczny. Podrząd obejmuje małpiatki zgrupowane w trzech infrarzędach:
- Lemuriformes J.E. Gray, 1821 – lemurokształtne
- Chiromyiformes Anthony & Coupin, 1931 – palczakokształtne
- Lorisiformes Gregory, 1915 – lorisokształtne

Opisano również infrarząd wymarły:
- Adapiformes Hoffstetter, 1997

oraz taksony wymarłe o niepewnej pozycji systematycznej i nie zgrupowane w żadnym z powyższych infrarzędów:
- Rodzina:
  - Azibiidae Gingerich, 1976
- Rodzaje:
  - Djebelemur Hartenberger & Marandat, 1992[21] – jedynym przedstawicielem był Djebelemur martinezi Hartenberger & Marandat, 1992
  - Lushius Zhou Mingzhen, 1961[22] – jedynym przedstawicielem był Lushius qinlinensis Zhou Mingzhen, 1961
  - Omanodon Gheerbrant, H. Thomas, Roger, Şen & Al-Sulaimani, 1993[23] – jedynym przedstawicielem był Omanodon minor Gheerbrant, H. Thomas, Roger, Şen & Al-Sulaimani, 1993
  - Shizarodon Gheerbrant, H. Thomas, Roger, Şen & Al-Sulaimani, 1993[24] – jedynym przedstawicielem był Shizarodon dhofarensis Gheerbrant, H. Thomas, Roger, Şen & Al-Sulaimani, 1993
- Gatunek:
  - „Anchomomys” milleri Simons, 1997[25]